# Issarlès
Issarlès ist ein Ort und eine aus mehreren Weilern (hameaux) und Einzelgehöften bestehende Gemeinde mit 125 Einwohnern (Stand 1. Januar 2022) im äußersten Westen des südfranzösischen Département Ardèche in der historischen Kulturlandschaft des Vivarais nahe der Grenze zur Auvergne.

## Lage
Issarlès liegt auf einer Anhöhe am Oberlauf der Loire in der Berglandschaft der Monts d’Ardèche, dem südöstlichen Teil des Zentralmassivs, knapp 58 km (Fahrtstrecke) nordwestlich von Aubenas bzw. ca. 35 km südöstlich von Le Puy-en-Velay in einer Höhe von ca. 950 m ü. d. M. Das Klima ist gemäßigt; Regen fällt verteilt über das ganze Jahr.

## Bevölkerungsentwicklung
| Jahr                       | 1800 | 1851 | 1901 | 1954 | 1999 | 2014 |
| Einwohner                  | 1231 | 1464 | 1740 | 616  | 166  | 153  |
| Quellen: Cassini und INSEE |      |      |      |      |      |      |

Der kontinuierliche Rückgang der Einwohnerzahlen im 20. Jahrhundert ist im Wesentlichen auf die Mechanisierung der Landwirtschaft und den damit einhergehenden Verlust an Arbeitsplätzen zurückzuführen. Darüber hinaus entvölkerten sich nahezu alle Bergregionen Europas zugunsten der Tallagen. Im Jahr 1929 spaltete sich überdies die Gemeinde Le Lac-d’Issarlès ab.

## Wirtschaft
Traditionell lebte die Bevölkerung von der Viehzucht und ein wenig Ackerbau auf zum Teil terrassierten Feldern, die jedoch wegen der Höhenlage nur geringe Erträge hervorbrachten, so dass häufig Esskastanien die Grundversorgung bildeten. Heute spielen Forstwirtschaft und Tourismus in Form der Vermietung von Ferienhäusern (gîtes) die bedeutendsten Rollen im Wirtschaftsleben des Ortes.

## Geschichte
Issarlès war – zusammen mit Pradelles – bereits in karolingischer Zeit ein Gerichtsort (viguerie). Der Ort gehörte zum Bistum Viviers; die ehemalige Prioratskirche St-Victor weist auch architektonisch auf ihre ehemalige Abhängigkeit vom Domkapitel der Kathedrale von Le Puy-en-Velay hin. Im Jahr 1929 wurde das Gemeindegebiet geteilt.

## Sehenswürdigkeiten
- Im Ort stehen noch einige Häuser aus Natursteinen mit Dächern aus Steinschindeln.
- Die um das Jahr 1100 in romanischen Stilformen erbaute, in der Mitte des 19. Jahrhunderts jedoch grundlegend umgebaute Kirche St Victor lässt architektonische Bezüge zur Kathedrale von Le Puy erkennen, die in der Verwendung von grauem und rotem Steinmaterial deutlich werden. Die beiden Fassadentürme, die Seitenschiffe und die polygonale Apsis sind das Resultat der Ergänzungen und Umgestaltungen des 19. Jahrhunderts. Schmuckstück der Kirche ist der Mittelteil ihrer Fassade mit einem mehrfach in die Tiefe gestaffelten Portal, dessen Rundbögen auf eingestellten Säulen aus rotem Vulkangestein ruhen. Der äußere Bogenlauf wird gebildet von einem Löwenfries, der an ähnliche Vorbilder in der Auvergne erinnert. Darüber befindet sich ein frühgotisches Fenster mit einem kleinen Vierpass im Bogenzwickel. Das Kircheninnere wird von Tonnengewölben überspannt; lediglich im Bereich der polygonal gebrochenen Apsis finden sich neogotische Rippengewölbe.

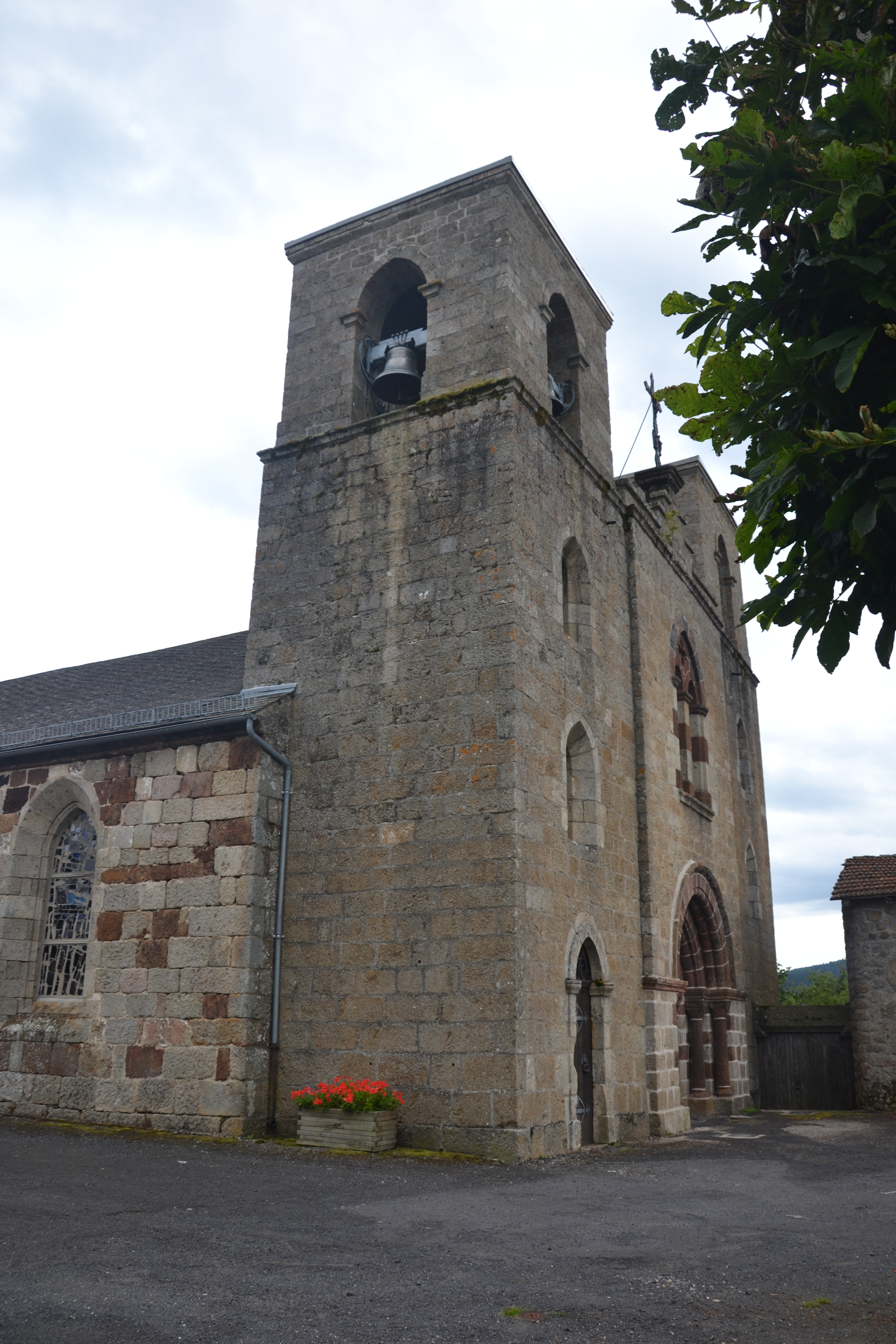
Zweiturmfassade
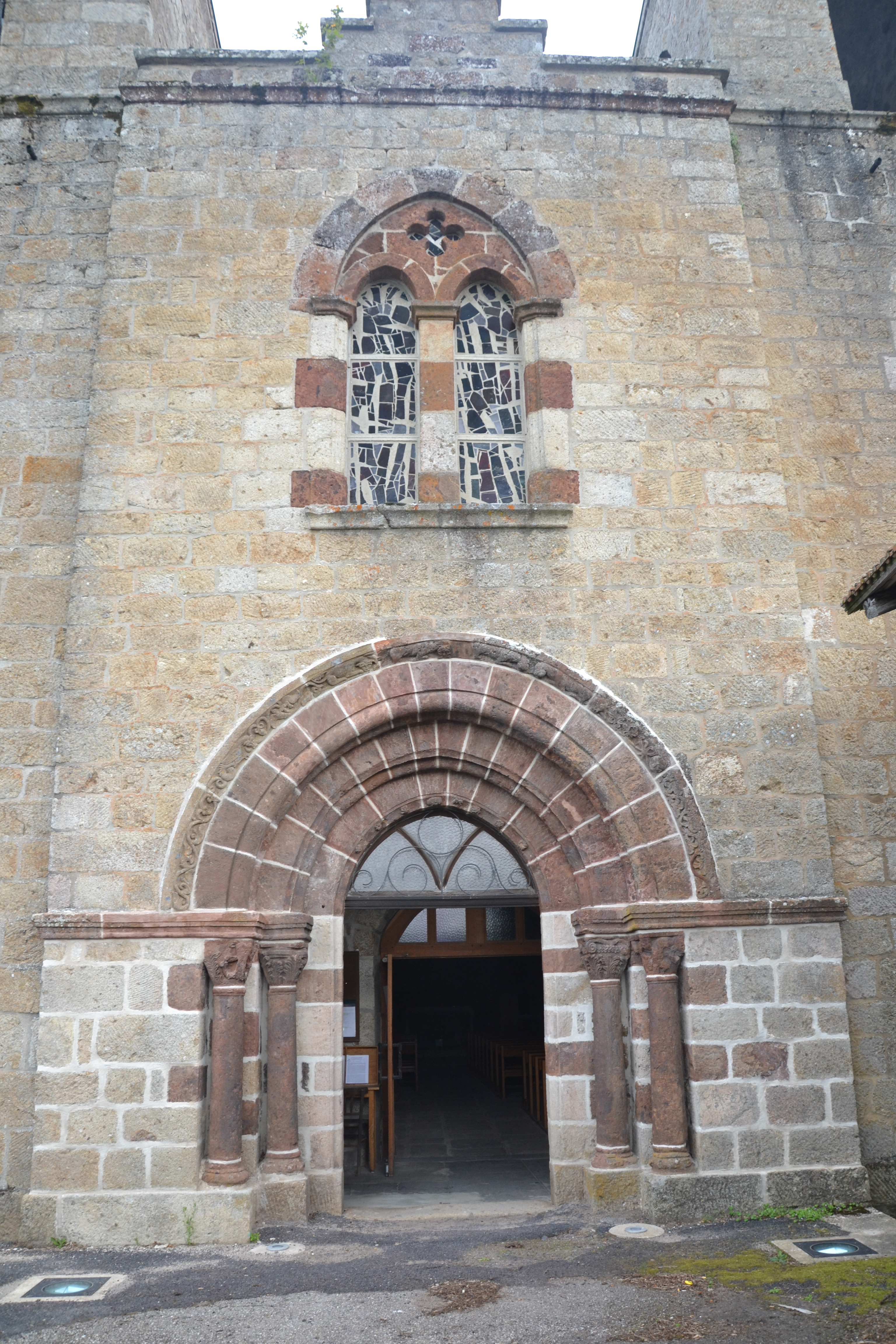
Mittelteil der Fassade
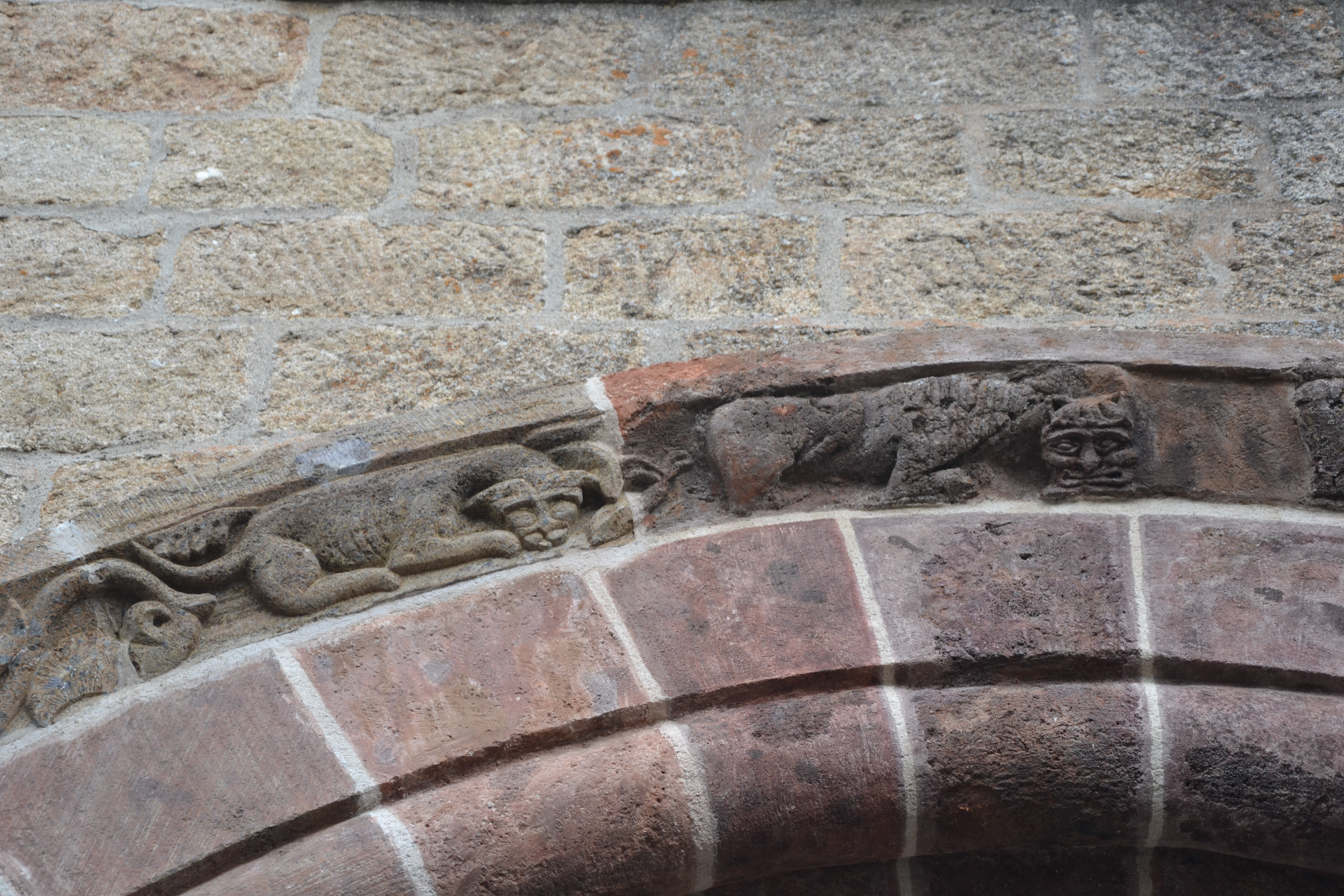
Portaldetail
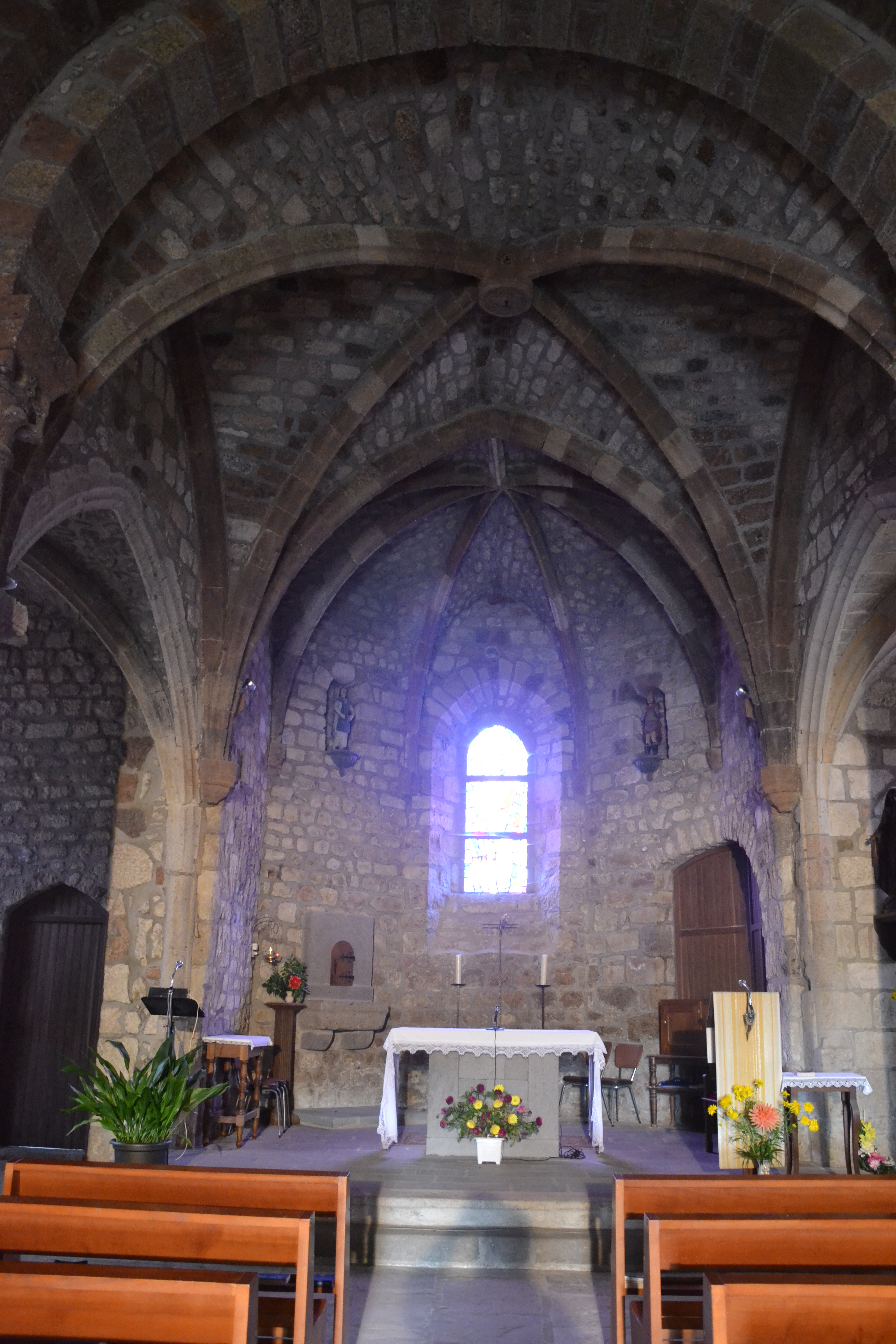
Kircheninneres